# Шлирбах, Гельмут
Гельмут Карл Вильгельм Шлирбах (нем. Helmut Karl Wilhelm Schlierbach; 17 июня 1913, Оффенбах, Германская империя — 21 марта 2005, Оффенбах, Германия) — немецкий юрист, штурмбаннфюрер СС, руководитель гестапо в Страсбурге.

## Биография
Гельмут Шлирбах родился 17 июня 1913 года в семье торговца Вильгельма Шлирбаха и его жены Марты. В 1931 году окончил школу в Оффенбахе и впоследствии изучал право в университете Франкфурта-на-Майне и Берлина. В 1935 году сдал первый государственный экзамен, проходил юридическую стажировку в судах во Франкфурте-на-Майне, Оффенбахе и Дармштадте. В 1938 году сдал второй государственный экзамен в Штуттгарте. Шлирбах работал в нотариате во Фридберге и прокуратуре в Бингене.
15 июня 1933 года был зачислен в ряды СС (№ 107970). В 1935 году вступил в национал-социалистический союз юристов. 1 мая 1937 года вступил в НСДАП (билет № 5628127). В том же году получил докторскую степень по праву. В 1938 году принял участие в военных учениях вместе с отрядами СС «Мёртвая голова» в Тюрингии. С ноября 1938 по май 1942 года служил в главном управлении полиции безопасности в Берлине.
С мая 1942 года был одним из руководящих офицеров айнзацгруппы C, уничтожившей на Украине почти 100 000 человек. В июне 1942 года был переведен в ведомство полиции безопасности в Киеве, а потом переведён в зондеркоманду 4a. В 1943 году стал командиром полиции безопасности и СД в Днепропетровске. В 1943 году возглавил отделение гестапо в Страсбурге. В мае 1944 года Шлирбах подписал присланный из Берлина смертный приговор для всех членов группы «Альянс», входившей во французское Движение сопротивления. Первоначально арестованных разместили в лагерь Ширмек. В ночь с 1 на 2 сентября 1944 года 108 членов «Альянса» были казнены. С ноября 1944 по февраль 1945 года занимал должность начальника отделения гестапо в Карлсруэ.

### После войны
В конце 1945 года был арестован британцами в Гамбурге. В 1946 году британский военный трибунал в Дюссельдорфе приговорил его к 10 годам тюремного заключения за убийства британских парашютистов в Вогезах. 4 апреля 1952 года Шлирбах был освобождён досрочно из тюрьмы в городе Верль. В сентябре 1952 года устроился на работу юрисконсультом в ассоциацию сберегательных банков во Франкфурте-на-Майне. 2 июля 1954 года суд в Меце во Франции заочно приговорил его к смертной казни за военные преступления. ФРГ отказалась его выдавать. Последующие усилия привлечь Шлирбаха к судебной ответственности оказались неэффективными: допрос в 1961 году ничего не дал, так как он отказывался что-либо вспомнить. В 1978 году обвинения против Шлирбаха были опровергнуты в ходе предварительного расследования в Дармштадте.